# سيدريك آنغر
سيدريك آنغر (بالفرنسية: Cédric Anger) (و. 1975  م) هو مخرج أفلام، وكاتب سيناريو، وناقد سينمائي، وصحفي فرنسي.

## وصلات خارجية
- سيدريك آنغر على موقع IMDb (الإنجليزية)
- سيدريك آنغر على موقع ميتاكريتيك (الإنجليزية)
- سيدريك آنغر على موقع روتن توميتوز (الإنجليزية)
- سيدريك آنغر على موقع ألو سيني (الفرنسية)
- سيدريك آنغر على موقع أول موفي (الإنجليزية)
- سيدريك آنغر على موقع قاعدة بيانات الأفلام السويدية (السويدية)
- سيدريك آنغر على موقع قاعدة بيانات الفيلم (الإنجليزية)
- سيدريك آنغر على موقع كينوبويسك (الروسية)